# Sebastián Riep
Sebastián Riep (sinh ngày 20 tháng 2 năm 1976) là một cầu thủ bóng đá người Argentina.

## Sự nghiệp câu lạc bộ
Sebastián Riep đã từng chơi cho Avispa Fukuoka.

## Thống kê câu lạc bộ

### J.League
| Đội            | Năm       | J.League | J.League | J.League Cup | J.League Cup | Tổng cộng | Tổng cộng |
| Đội            | Năm       | Trận     | Bàn      | Trận         | Bàn          | Trận      | Bàn       |
| -------------- | --------- | -------- | -------- | ------------ | ------------ | --------- | --------- |
| Avispa Fukuoka | 1997      | 11       | 0        | 5            | 1            | 16        | 1         |
| Tổng cộng      | Tổng cộng | 11       | 0        | 5            | 1            | 16        | 1         |